# Хайріл Анвар
Хайріл Анвар (26 липня 1922 — 28 квітня 1949) — індонезійський поет, член «Покоління 45» . Автор 96 робіт, у тому числі 70 віршів.
Його вірші неодноразово піддавалися цензурі з боку японців, які в той час окупували Індонезію. Помер в Джакарті від невідомої хвороби.

## Біографія
Анвар народився в Медані, Північна Суматра 26 липня 1922 року. В дитинстві мав впертий характер, який успадкував від батьків. Навчався в місцевій школі, яку кинув у віці 18 років. Пізніше Анвар зазначив, що з 15-річного віку хотів стати художником.
Після розлучення батьків, батько продовжував фінансово підтримувати його і його мати, , які у 1940 році переїхали до Батавії. Маючи намір продовжувати здобувати освіту, він врешті-решт знову кинув навчання. В Батавії він познайомився з дітьми заможних індонезійців, а також з місцевою літературною сценою, почавши входити в місцеві літературні кола.
Анвар отримав визнання після написання вірша «Nisan» («Могила»; який вважається першим) у 1942 році. Причиною створення стала смерть його бабусі. Однак, незважаючи на цей успіх, його вірші регулярно відхилялися видавцями. Наприклад, в 1943 році, коли він вперше прийшов до журналу Pandji Pustaka зі своєю поезією, більшість з віршів були відхилені як «занадто індивідуалістичні» і такі, "що не відповідають духу Великої Східноазійської сфери співпроцвітання. Однак, деякі з них, в тому числі вірш «Diponegoro», пройшли цензуру. В цей період він продовжував спілкуватися з іншими письменниками, обмінюючись ідеями, в результаті ставши їхнім лідером. Згодом він заснував журнал Gema Gelanggang. Свій останній вірш «Cemara Menderai Sampai Jauh» він написав у 1949 році.

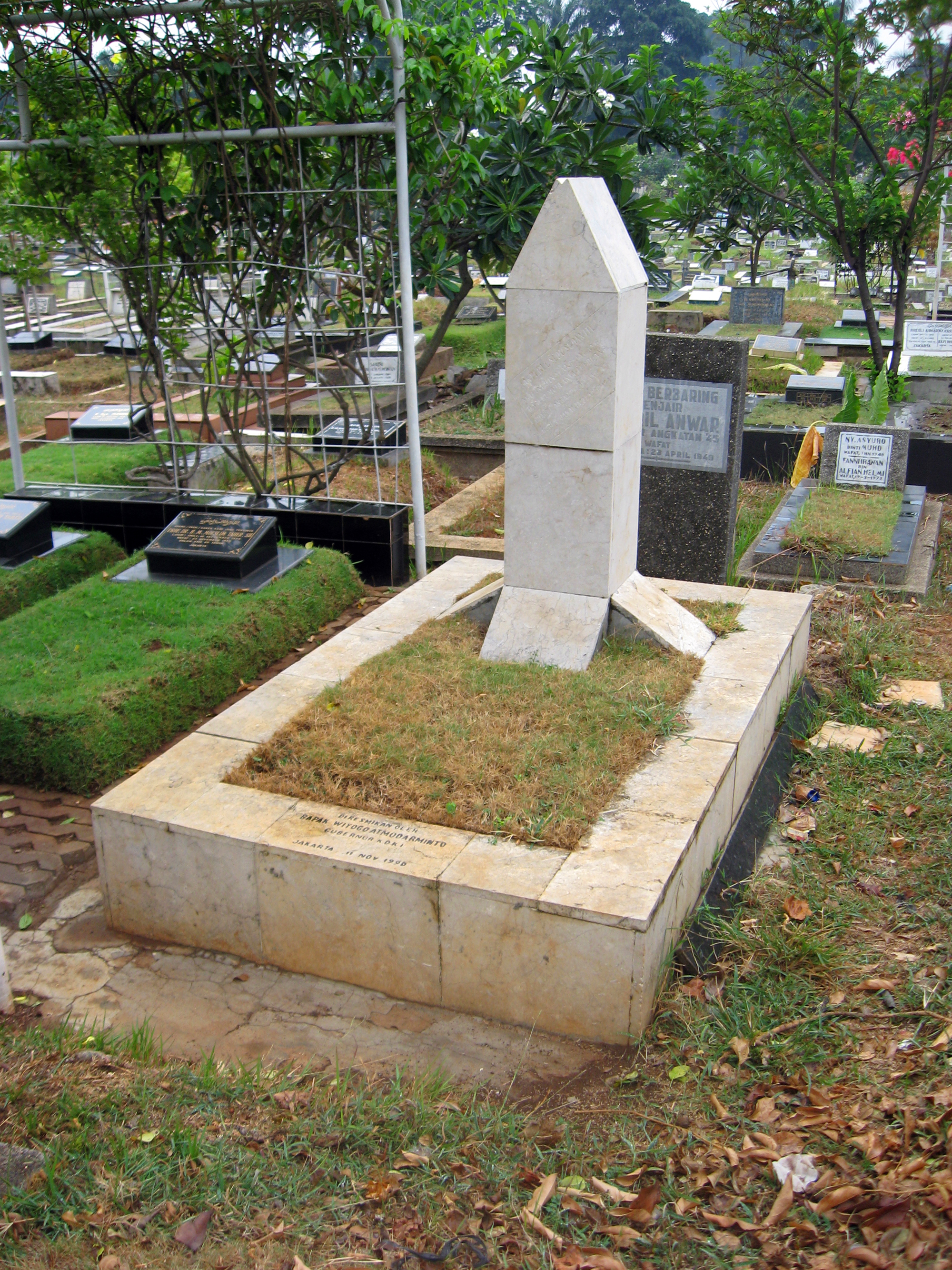
Могила Анвара на цвинтарі Карет Бівак

Анвар помер в лікарні CBZ Hospital (нині R.S. Ciptomangunkusomo) в Джакарті 28 квітня 1949 року; на наступний день він був похований на кладовищі Карет Бівак. Причини його смерті досі залишаються нез'ясованими. Серед ймовірних причин називають тиф, сифіліс, а також туберкульоз. Нідерландський дослідник індонезійської літератури А. Teeuw зазначає, що Анвар знав про те, що він помре молодим, вказуючи на це в творі «Jang Terampas dan Jang Putus»,  і прогнозуючи, що його буде поховано на цвинтарі Карет Бівак.
Протягом свого життя Анвар написав понад 90 робіт, в тому числі близько 70 віршів. Більшість з них не були опубліковані за життя письменника. Натомість згодом вони були зібрані в кілька збірок і опубліковані посмертно. Одна з його найвідоміших  робіт — «Aku» («Я»).

## Теми
В творах були порушені різні теми, в тому числі тема смерті, індивідуалізм та екзистенціалізм. Часто твори мали різні інтерпретації.

## Особливості стилю
Під впливом зарубіжних поетів, Анвар під час написання поезії використовував повсякденну мову та новий синтаксис, що посприяло розвитку індонезійської мови. 

## Володіння мовами
Незважаючи на незакінчену освіту, володів англійською, нідерландською і німецькою мовами. Добре знав європейську поезію 20. століття (в тому числі творчість Р. М. Рільке і Т. С. Еліота). Переклав індонезійською мовою повість А. Жіда, листи Р. М. Рільке, оповідання Е. Хемінгуея.

## Вшанування пам'яті
15 серпня 2021 року спільними зусиллями Міністерства закордонних справ України та ГО "Українська Ініціатива" в Ніжині відбулося відкриття меморіальної дошки на честь класика світової та індонезійської літератури, видатного борця за незалежність Індонезії, людини яка надихає й досі борців за свободу у всьому світі - Хайріла Анвара.

## Галерея

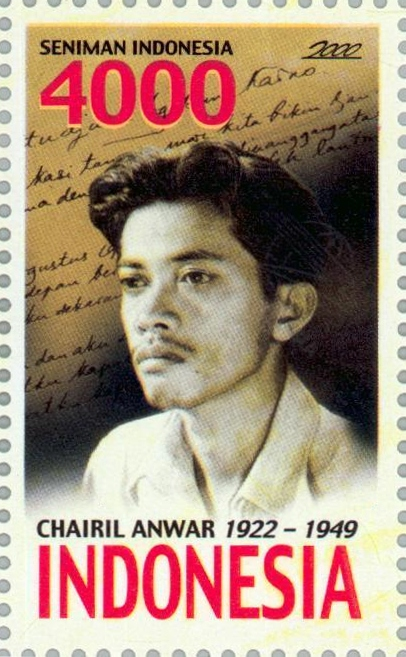
На індонезійській марці 2000 року